# MOVE
MOVE  (originalmente llamado Christian Movement for Life ó Movimiento Cristiano por la Vida) es un grupo fundado en 1972 en Filadelfia, Pensilvania, por John África (nacido como Vincent Leaphart). El nombre, comúnmente estilizado en mayúsculas, no es un acrónimo. Los miembros de MOVE han vivido en una Comuna ubicada en el oeste de Filadelfia, siguiendo la filosofía del anarco-primitivismo. El grupo combinó las ideas revolucionarias, de las Panteras Negras, con dirección para los derechos animales, antes que ELF y el ALF.
El MOVE es particularmente conocido por dos conflictos importantes con el Departamento de Policía de Filadelfia (PPD). En 1978, durante un asedio terminó en la muerte de un policía y heridas en otros dieciséis agentes y algunos bomberos. Nueve miembros fueron condenados por la muerte del agente y recibieron condenas perpetuas. En 1985, otro tiroteo acabó cuándo un helicóptero policial dejó caer un bomba al techo del conjunto de edificios pertenecientes a MOVE, un casa adosada que estaba localizada en la Avenida Osage no.6621. El fuego resultante mató a seis miembros de MOVE, cinco de ellos niños, y destruyó sesenta y cinco casas en el barrio.
El bombardeo de la policía fue fuertemente condenado. Los supervivientes de MOVE más tarde realizaron una demanda contra la Ciudad de Filadelfia y el departamento de policía y fueron compensados con asentamiento y $1.5 millones de dólares en 1996. Otros residentes desplazados por la destrucción del bombardeo demandaron a la ciudad y en 2005 se les otorgaron otros  $12.83 millones en daños en juicio con  jurado.

## Orígenes
El nombre del grupo, MOVE (traducido al español como "A moverse" ó "Movimiento") no es un acrónimo. Su fundador, John Africa, escogió este nombre para "decir lo qué pretendemos hacer". Los miembros pretendían ser muy activos dentro de la organización porque dicen, "Todo aquello que esta vivo se mueve, y si no lo hace esta estancado, muerto." Un saludo habitual dentro de las comunas era decirse "On the MOVE" (En marcha, traducido al español).
La  organización que devendría en MOVE fue fundada en 1972, John África era funcionalmente analfabeto. John África dictó sus pensamientos a Donald Glassey, un trabajador social de la Universidad de Pensilvania, y creó lo que llamo "Las Directrices" como la base de su grupo y su comuna. África y sus seguidores (mayormente afroamericanos) llevaban comúnmente rastas en cuanto fue  popularizado el movimiento Rastafari. Los miembros de MOVE defendían de una forma más radical la política verde y el regreso a la vida en una sociedad cazadora-recolectora, declarando su oposición a la ciencia, medicina, y la tecnología.
Los miembros de MOVE se identificaban como "profundamente religiosos y decididos a defender la vida". Creen que cuando todos los seres vivos son independientes, y sus vidas tendrían que ser tratadas con el mismo grado de importancia. Defienden que la justicia por la que luchan no siempre pueden venir de las instituciones del estado. Miembros de MOVE creen que para ser justos,  tendrían que ser justos para todas las criaturas vivientes. Cuando John Africa había creado su comuna, sus seguidores cambiaron sus apellidos a África para mostrar reverencia a lo que consideraron como su continente madre.
En un artículo de Ed Pilkington, en el periódico  El Guardian describió su ideario como "una fusión extraña entre el Flower power y el poder negro. El grupo que formado en el a principios de los 70´s con  la ideología revolucionaria de las Panteras Negras y la aún reciente influencia del amor a la naturaleza y el pacifismo hippie. Les podrías caracterizar tanto revolucionarios negros como "eco-guerreros". El grupo también había sido de los primeros en abogar por los derechos de los animales . Pilkington citó a la ex miembro Janine África, a quién escribió desde prisión: “Nos habiamos manifestados contra los  criadores de cachorros, zoológicos, circos, y cualquier forma de esclavitud contra los animales. Nos manifestamos en contra de la Planta de energía nuclear Three Mile Island y la contaminación industrial. Nos movilizamos contra la brutalidad policial. Y  lo hicimos sin concesiones. La esclavitud nunca acabo, solo esta disfrazada.”
John África y sus seguidores vivieron en una comuna en una casa adquirida por Glassey en Villa Powelton, en el  Oeste de la ciudad. Como activistas, organizaron manifestaciones amplificadas con megáfono y llenas de blasfemias contra instituciones a las que se oponían, como zoológicos y las fuerzas del estado. Algunas actividades de MOVE eran vigiladas por las autoridades, particularmente bajo la administración del Mayor Frank Rizzo, un ex comisario de policía conocido por su mano dura contra los grupos activistas.

## Tiroteo de 1978
En 1977, según reportes policiales, el Departamento de Policía de la Filadelfia (PPD) obtuvo una orden judicial para allanar a los miembros de MOVE en la propiedad de Villa  Powelton propiedad de la comuna en respuesta a una serie de quejas hecha por los vecinos. Miembros de MOVE acordaron rendirse y bajar las armas si el PPD liberaban militantes del grupo en las distintas prisiones de la ciudad.
Casi un año más tarde, el PPD atendió un asedio contra miembros de MOVE quién no había dejado la propiedad. Cuándo la policía intentó ingresar a la comuna, sucedió un tiroteo. El Agente James J. Rampp fue asesinado por un disparado en la nuca, además de que 16 agentes de policía y algunos bomberos también fueron heridos en el tiroteo. Representantes de MOVE reclamaron que el agente Ramp estaba de frente a la casa cuando recibió el disparo y negó que el grupo era responsable de su muerte, insistiendo que fue asesinado por fuego amigo. Los Fiscales alegaron que miembros de MOVE asesinaron al agente y Debbie Sims África y junto a ocho miembros de MOVE fueron condenados de manera colectiva por su asesinato.

Según un artículo del 2018 en El Guardián, 
"Testigos presenciales, sugiriero que el disparo pudo haber provenido de la dirección opuesta al sótano, llevando a la posibilidad que Ramp fue accidentalmente golpeado por fuego policial. Miembros de MOVE continúan insistir que tuvieron no armas de fuego de gran capacidad en su hogar en el momento del asedio. Varios meses atrás, en mayo de 1978, varias pistolas (la mayoría de ellas en estado inoperantes) habían sido entregado a la policía en la comuna de MOVE; aun así, los fiscales en el juicio contra los nueve dijo el jurado que en el tiempo del asedio de agosto había armas de fuego funcionales en la casa."
El tiroteo duro aproximadamente una hora antes de que miembros de MOVE empezaron a rendirse.

### Los 9 de MOVE
Los nueve miembros de MOVE fueron condenados por la muerte del oficial Ramo, siendo conocidos ahora como MOVE 9 (o Los 9 de MOVE, en español) . Cada uno fue sentenciado a un máximo de 100 años en prisión. Los imputados fueron Echar, Delbert, Eddie, Janet, Janine, Merle, Michael, Phil, y Debbie Sims África.
En 1998, a la  edad de 47, Merle África murió en prisión. Siete de los sobrevivientes ocho miembros fueron elegidos para una posible libertad condicional en primavera de 2008, pero fueron negados. Las audiencias para la libertad condicional para cada uno de estos prisioneros se celebrarían anualmente a partir de ese momento.. En 2015, a la edad de 59, Phil África murió en prisión.
Debbie Sims África fue el primero en obtener libertad condicional el 16 de junio del 2018. Debbie Sims África, quién fuera sentenciada a los 22 años fue liberado y se reunió con su hijo de 39 años, Michael Davis África, Jr.  nacido una semana después que fuese arrestado. La liberación de Debbie Sims África renovó la atención en miembros de MOVE y las Panteras Negras quiénes aún quedaban encarcelados en los EE. UU. Había al menos veinticinco activistas todavía en prisión para junio del 2018.
El 23 de octubre del 2018, Michael Davis África, el marido de Debbie Sims África, fue liberado libertad condicional. En mayo de 2019, Janine y Janet África fueron liberados en después de que cuarenta y un años de encarcelamiento. El 21 de junio de 2019, Eddie Goodman África fue liberado en libertad condicional. Delbert Orr África se le concedió la libertad el 20 de diciembre de 2019, pero no fue hasta enero del 2020 cuando salió de prisión. El último de los nueve de MOVE en estar en prisión fue Echar Sims África, quién fue liberado el pasado 7 de febrero de 2020 después de 41 años de prisión.
Delbert Orr África murió de cáncer en su casa el 16 de junio de 2020.

## Bombardeo de 1985
En 1981, el MOVE se reubicó en unos departamentos abandonados en Avenida Osage 6221 en el suburbio de Cobbs Creek, al oeste de la ciudad. Los vecinos se quejaban por la basura alrededor de su edificio, conflictos con otros con vecinos, y anuncios de movilizaciones que los vecinos hallaban obscenos y de mal gusto, además del uso "excesivo" de un megáfono. El megáfono usado por el grupo estuvo roto e inoperante tres semanas antes del ataque por parte de la policía.
La policía obtuvo órdenes de arresto en 1985 arrestando a cuatro miembros de MOVE con los delitos que incluían violaciones de libertad condicional, resistencia contra la autoridad, posesión ilegal de armas de fuego, y "amenazas terroristas". El alcalde Wilson Goode y el comisario policial Gregore J. Sambor clasificaron a MOVE como organización terrorista. La policía evacuó a residentes del área del barrio con anterioridad al ataque. Los residentes fueron capaces de regresar a sus casas después de un periodo de 24 horas.
El lunes 13 de mayo de 1985, casi quinientos agentes de policía, junto con al city manager (gerente municipal) de la ciudad Leo Brooks, intentaron tomar el edificio y ejecutar las órdenes de arresto. Las casas cercanas fueron evacuadas. El agua y la electricidad fueron bloqueadas para obligar salir a los miembros de MOVE. El comisario Sambor leyó un discurso largo dirigido para los miembros: "Pónganme atención, MOVE: Esto es América. Tienen que atenerse a las leyes de los Estados Unidos." Cuándo los militantes no respondieron, la policía decidió a sacar a los trece miembros a la fuerza, ocho adultos y seis niños.
Se produjo un tiroteo con la policía que llegó a dañar algunos tanques de gas en el edificio. Los miembros de MOVE dispararon hacia ellos y unos noventa minutos después un policía resultó herido. La policía utilizó más de diez mil rondas de munición antes de que comisario Sambor ordenara que el departamento debía ser bombardeado. Con un helicóptero de la Policía Estatal, el teniente Frank Powell, del Departamento de Policía de Filadelfia, procedió para lanzar dos bombas de una libra  (a las que la policía llamó "dispositivos de entrada") hechas a base de Tovex (suministrado por e FBI) un sustituto de dinamita, apuntando a un cubículo en el techo de la casa. El fuego originado de la explosión mató a once de las personas en la casa (John Africa, cinco otros adultos, y cinco niños de 7 a 13 años). El fuego destruyó aproximadamente sesenta y cinco casas cercanas. A pesar de que los bomberos llegaron con anterioridad al bombardeando, después de la explosión los oficiales dijeron que temían que los guerrilleros disparasen a los bomberos, impidiendo que pudieran apagar el incendio.
Goode testifico en un jurado en 1996 donde mencionó que dio la orden del bombardeo. Había ordenado que se apagara el fuego después de que se hubiera quemado el búnker. Sambor dijo que recibía órdenes, pero el comisario de fuego atestiguó que nunca recibió la orden. Ramona Africa, una de las dos supervivientes de la comuna MOVE, dijo que la policía les disparaba mientras trataban de huir.

### Consecuencias
Goode creó una comisión especial para investigar el caso llamándola la Comisión de Investigación Especial de Filadelfia (PSIC, por sus siglas en inglés o llamada coloquialmente Comisión MOVE), presidido por William H. Brown, III. Sambor dimitió en noviembre de 1985;en un discurso al año siguiente, dijo que Goode lo hizo un "sustituto".
La Comisión MOVE emitió su informe el 6 de marzo de 1986. El informe denunció las acciones del gobierno de ciudad, declarando que "dejar caer una bomba en una departamento ocupado fue algo inconcebible." Siguiendo la liberación del informe, Goode hizo una disculpa pública formal. Nadie del gobierno de ciudad fue criminalmente castigado por el ataque. El único superviviente adulto de MOVE, Ramona Africa, fue condenado en cargos de disturbio y conspiración, cumplió un condena de siete años en prisión.
En 1996 un jurado federal ordenó la ciudad para pagar un $1.5 millones de compensación a los sobrevivientes Ramona Africa y parientes de dos personas muertas en el bombardeando. El jurado había encontrado que la ciudad utilizó fuerza excesiva y violó los derechos contra registros e incautaciones irrazonables. En 1985 Filadelfia recibió el apodo de "La Ciudad que se Bombardeó".
En 2005 el juez federal Clarence Charles Newcomer presidió un juicio civil iniciado por los residentes que buscaban una indemnización para haber sido desplazados por la destrucción realizada por la policía en 1985 recibiendo $12.83 millones de dólares por parte de la Ciudad de Filadelfia.
El 12 de noviembre de 2020, el Ayuntamiento de Filadelfia publicó un comunicado “por las decisiones y los acontecimientos que precedieron y después de la devastación que ocurrido el 13 de mayo de 1985.” El Consejo estableció “un día anual de observación, reflexión y comprometidos para recordar el bombardeo".

## Tiroteo de John Gilbride
Después de que la muerte de John África, su viuda, Alberta, se casó con John Gilbride, Jr, y tuvieron un hijo llamado Zackary África, antes de divorciarse en 1999. En 2002, Gilbride se separo de MOVE y se reacento en Maple Shade, Nueva Jersey. Alberta África vivía en Cherry Hill, Nueva Jersey, con su hijo, John Zachary Gilbride (como estaba registrado legalmente).
El 10 de septiembre de  2002, en el curso de su disputa por la custodia de su hijo, Gilbride testifico en la corte de que miembros de MOVE planeaban asesinarlo. El tribunal concedió Gilbride custodia parcial de Zackary, dejándole sin derecho a visitas.
El 27 de septiembre, poco después de la medianoche y con anterioridad al primer juicio un agresor desconocido disparó y mató con una arma automática cuando estaba aparcado en su carro, en frente de su cada en Nueva Jersey. Los detectives no nombraron un sospechoso y la policía del condado de Burlington no develo información balística.
El caso no fue resuelto. Un portavoz de MOVE mencionó que el gobierno de EE.UU. había asesinado Gilbride para manchar la reputación de MOVE Su exmujer Alberta África negó que el asesinato hubiese ocurrido. Ella dijo en 2009 que Gilbride "está afuera, escondiendose en algún lugar". Tony Allen, un exmiembro de MOVE, dice que el mismo grupo asesinó Gilbride.
En 2012, The Philadelphia Inquirer informó que Gilbride había dicho a sus amigos y familiares que estuvo grabando y juntando evidencias de que las fuerzas de seguridad buscaban incriminar al grupo y  "golpearlo" de manera definitiva. Gilbride dijo que había colocado la libreta dentro de un casillero por seguridad. La oficina del fiscal del condado de Burlington declino a seguir este reporte.

## Actividades Actuales
Ramona Africa actúa como vocera del grupo, y ha dado numerosos discursos en eventos en Estados Unidos y otros países. Mumia Abu-Jamal, periodista y activista, fue declarado culpable y condenado a muerte por el asesinato no relacionado en 1981 del agente de policía Daniel Faulkner. En 2011 su condena fue conmutada por cadena perpetua. Había informado sobre MOVE y el grupo había expresado su apoyo durante su condena. MOVE continúa abogando por la liberación de Abu-Jamal, así como por la de los miembros de MOVE encarcelados considerando los prisioneros políticos. Michael Moses Ward conocido en MOVE como Birdie Africa, fue el único hijo que sobrevivió al bombardeo de 1985. Ward tenía 13 años en el momento del incidente y sufrió graves quemaduras por el incendio que mató a su madre.
El padre de Ward, Andino Ward, demandó a la ciudad de Filadelfia y las partes llegaron a un acuerdo. Después vivió con su padre y no siguió involucrado en MOVE. Murió en 2013 en un ahogamiento accidental. En junio de 2020, el miembro de MOVE, Delbert Africa, murió.

### Representación en otros medios
En el 25 aniversario del bombardeo de 1985, el Philadelphia Inquirer publicó un sitio web multimedia detallado que contiene artículos retrospectivos, artículos archivados, videos, entrevistas, fotos y una cronología de los eventos.
El documental El bombardeo de la avenida Osage (The Bombing of Osage Avenue en inglés), estrenado en 1986 y escrita por Toni Cade Bambara y Louis Massiah que proporciona un contexto para el bombardeo utilizando la historia de la comunidad de Cobbs Creek. Se centra en los efectos del bombardeo en los residentes de la comunidad que no pertenecían a MOVE. La película también utiliza imágenes de las audiencias de la comisión MOVE. Se estrenó en WHYY-TV, la estación de transmisión pública de Filadelfia. No fue hasta 2013 cuando el productor y director Jason Osder estreno el documental Let the Fire Burn sobre MOVE y su estili de vida, compuesto principalmente de material de archivo.
Recorder: The Marion Stokes Project (2019) de Matt Wolf también incluyó imágenes del grupo en el programa de noticias  ABC Nightline.
40 Years a Prisoner de 2020 del cineasta  Tommy Oliver. El documental narra la controvertida redada policial de Filadelfia en 1978 en MOVE y las consecuencias que llevaron a la lucha de décadas de Mike Africa Jr. para liberar a sus padres.